# Волим невоље
Волим невоље (енгл. „I Love Trouble“) је америчка љубавна филмска комедија из 1994. Ник Нолти овај филм сматра најгорим у својој каријери. Рекао је да је продао душу прихвативши улогу Питера Бракета. Односи између њега и Робертсове, као и целе екипе која је радила филм били су хладни. Џулија Робертс је изјавила, да је Ник Нолти најгори глумац са којим је икада сарађивала.

## Радња
Филм прати судбину ривалских новинара Сабрине (Џулија Робертс) и Питера (Ник Нолти). Сабрина је млада новинарка која жели да реши мистерију, иза исто тако мистериозне железничке олупине. Питер, с друге стране, ради за супарничко издање новина, карактером је потпуна супротност Сабрини, а уз то је и много старији од ње. Међутим, ликови се заљубљују једно у друго током филма, док их опасности чекају на сваком кораку.

## Улоге
| Глумац            | Улога              |
| ----------------- | ------------------ |
| Џулија Робертс    | Сабрина Питерсон   |
| Ник Нолти         | Питер Бракет       |
| Сол Рубинек       | Сем Смотермен      |
| Џејмс Ребхорн     | „Мршавко“          |
| Роберт Лоџа       | Мет                |
| Кели Радерфорд    | Ким                |
| Олимпија Дукакис  | Џанин              |
| Марша Мејсон      | сенаторка Робинс   |
| Јуџин Ливи        | судија             |
| Чарлс Мартин Смит | Рик Медвик         |
| Кларк Грег        | Дерил Бикман млађи |
| Френки Фејзон     | полицијски шеф     |